# John Buckley
John Buckley (30 de julio de 1942) es un deportista australiano que compitió en judo. Ganó una medalla de oro en el Campeonato de Oceanía de Judo de 1966 en la categoría de –93 kg.

## Palmarés internacional
| Campeonato de Oceanía | Campeonato de Oceanía | Campeonato de Oceanía | Campeonato de Oceanía |
| Año                   | Lugar                 | Medalla               | Categoría             |
| --------------------- | --------------------- | --------------------- | --------------------- |
| 1966                  | Sídney (Australia)    | Medalla de oro        | –93 kg                |